# Лоундс (округ, Джорджія)
Шаблон:StateAbbr_ 30°50′ пн. ш. 83°16′ зх. д. / 30.83° пн. ш. 83.27° зх. д.
Округ Лоундс (англ. Lowndes County) — округ (графство) у штаті Джорджія, США. Ідентифікатор округу 13185.

## Історія
Округ утворений 1825 року.

## Демографія
За даними перепису
2000 року
загальне населення округу становило 92115 осіб, зокрема міського населення було 62731, а сільського — 29384.
Серед мешканців округу чоловіків було 45811, а жінок — 46304. В окрузі було 32654 домогосподарства, 22242 родин, які мешкали в 36551 будинках.
Середній розмір родини становив 3,14.
Віковий розподіл населення поданий у таблиці:
| Стать    | До 15 років | 15-21 | 22-29 | 30-39 | 40-49 | 50-65 | 65-85 | Понад 85 |
| -------- | ----------- | ----- | ----- | ----- | ----- | ----- | ----- | -------- |
| Чоловіки | 10301       | 5872  | 7044  | 7694  | 6254  | 5390  | 3020  | 236      |
| Жінки    | 10003       | 6179  | 6320  | 6742  | 6160  | 5885  | 4381  | 634      |

## Суміжні округи
- Беррієн — північ
- Ланьєр — північний схід
- Еколс — схід
- Гамільтон, Флорида — південний схід
- Медісон, Флорида — південний захід
- Брукс — захід
- Кук — північний захід

## Виноски
1. ↑  U.S. Decennial Census. United States Census Bureau. Архів оригіналу за 12 травня 2015. Процитовано 23 червня 2014.
2. ↑  Historical Census Browser. University of Virginia Library. Архів оригіналу за 11 серпня 2012. Процитовано 23 червня 2014.
3. ↑  Population of Counties by Decennial Census: 1900 to 1990. United States Census Bureau. Архів оригіналу за 2 лютого 2019. Процитовано 23 червня 2014.
4. ↑  Census 2000 PHC-T-4. Ranking Tables for Counties: 1990 and 2000 (PDF). United States Census Bureau. Архів оригіналу (PDF) за 18 грудня 2014. Процитовано 23 червня 2014.
5. ↑  State & County QuickFacts. United States Census Bureau. Архів оригіналу за 3 липня 2011. Процитовано 23 червня 2014.(англ.) Наведено за англійською вікіпедією.
6. ↑  American FactFinder. Бюро перепису населення США. Архів оригіналу за 26 лютого 2012. Процитовано 31 січня 2008.

| США | Це незавершена стаття з географії США. Ви можете допомогти проєкту, виправивши або дописавши її. |